# Фернандес, Хосе Карлос
Хосе́ Ка́рлос Ферна́ндес Пье́дра (исп. José Carlos Fernández Piedra; род. 14 мая 1983 в Трухильо (Перу)) — перуанский футболист, нападающий. В Европе известен по выступлениям за одесский «Черноморец» и «Серкль Брюгге».
Он получил прозвище «Златан» за своё сходство со шведским футболистом Златаном Ибрагимовичем.

## Клубная карьера
В профессиональном футболе дебютировал в 22 сентября 2002 года, выступая за команду «Спорт Коопсоль Трухильо». Соперником был «Коронель Болоньеси», его команда была разгромлена со счётом 4:0. 1 декабря он забил свой первый гол в ворота «Альянса Атлетико», однако его команда всё равно проиграла со счётом 4:2. Впоследствии с 2004 по 2008 год Фернандес играл в составе таких перуанских клубов: «Спорт Коопсоль Лима», «Универсидад Сан-Мартин», «Универсидад Сесар Вальехо», «Мельгар», «Коронель Болоньеси» и «Сьенсиано».
После этого перешёл в одесский «Черноморец», где за четыре месяца отыграл лишь 19 минут в двух матчах чемпионата Украины. 30 мая 2008 года он присоединился к бельгийскому клубу «Серкль», за который сыграл один сезон, покинув команду 10 февраля 2009 года.
в 2009 году вернулся на родину, где заключил контракт с клубом «Альянса Лима», в составе которого провёл один год. Большую часть времени, проведённого в составе «Альянса Лима», был основным игроком атакующего звена команды, забил ряд важных голов в Кубке Либертадорес. С 2010 года защищал цвета эквадорского клуба «Депортиво Кито». В 2011 году вернулся в «Альянса Лима». По возвращении был одним из ведущих бомбардиров команды, забивая в каждом втором матче. В октябре 2012 года присоединился к составу клуба «Архентинос Хуниорс», но не смог закрепиться в команде из-за травмы. После сезона в перуанском «Спортинг Кристал» вернулся в «Хуниорс».

## Выступления за сборную
Тренер сборной Перу, Серхио Маркарян, вызвал Фернандеса в команду в 2010 году за хорошую игру футболиста в Кубке Либертадорес за «Альянса Лима» и «Депортиво Кито». Он дебютировал в сборной 4 сентября 2010 года на «Бимо Филд», Торонто, в матче против Канады, перуанцы выиграли со счётом 2:0, а Фернандес отметился голом. 7 сентября во втором товарищеском матче против Ямайки на стадионе «Локхарт» в Майами Фернандес снова забил — на 84-й минуте почти сразу после выхода на замену, итоговый счёт — 2:1 в пользу Перу.